# Dolly, Dolly, Dolly
Dolly, Dolly, Dolly (рус. Долли, Долли, Долли) — двадцать второй студийный альбом американской кантри-певицы Долли Партон, выпущенный 10 мая 1980 года на лейбле RCA Records.

## Список композиций
| №  | Название                                | Автор(ы)                              | Длительность |
| -- | --------------------------------------- | ------------------------------------- | ------------ |
| 1. | «Starting Over Again»                   | Донна Саммер, Брюс Судано             | 3:55         |
| 2. | «Same Old Fool»                         | Гленн Саттон, Грег Лерой, Джим Хелмер | 3:20         |
| 3. | «Old Flames Can’t Hold a Candle to You» | Пебе Себерт, Хью Моффат               | 3:28         |
| 4. | «You’re the Only One I Ever Needed»     | Робби Паттон, Линда Малла             | 2:57         |
| 5. | «Say Goodnight»                         | Гэри Портной, Сьюзан Шеридан          | 4:04         |

| №  | Название                   | Автор(ы)                       | Длительность |
| -- | -------------------------- | ------------------------------ | ------------ |
| 1. | «Fool for Your Love»       | Майкл Омартиан, Лео Сейер      | 3:05         |
| 2. | «Even a Fool Would Let Go» | Том Сноу, Керри Чатер          | 3:18         |
| 3. | «Sweet Agony»              | Дэвид Вольферт, Сьюзан Шеридан | 3:40         |
| 4. | «I Knew You When»          | Руперт Холмс                   | 3:09         |
| 5. | «Packin’ It Up»            | Сэнди Фарина, Лиза Ратнер      | 3:30         |

## Над альбомом работали
В алфавитном порядке:
- Эдди Андерсон — ударные
- Анита Болл — вокал
- Джефф Бакстер[англ.] — гитара
- Джордж Боханон[англ.] — рожок
- Александра Браун — вокал
- Дениз Декаро — вокал
- Фрэнк Декаро — струнные
- Ричард Деннисон — вокал
- Натан Ист — бас
- Рой Галлоуэй — вокал
- Гэри Грант — рожок
- Джей Грейдон[англ.] — гитара
- Уильям «Билл» Грин — вокал

| - Ленни Кастро — дирижер - Стив Кроппер — гитара - Абрахам Лабориэль — бас - Альберт Ли — гитара - Джо Макгаффи — гитара - Терри Макмиллиан — губная гармоника - Ген Морфорд — вокал - Рон Отес — клавишные - Долли Партон — вокал - Грег Перри — пианино - Джим Салестром — вокал - Том Савьяно — рожок | - Том Скотт — рожок - Майкл Северс — гитара - Леланд Склар — бас - Бадди Спичер — скрипка - Стефани Сприл — вокал - Фред Такетт — гитара - Чак Финдли — рожок - Гэри Хербиг — рожок - Джим Хорн — рожок - Ричард Хайд — тромбон - Ред Янг — клавишные |

## Позиции в хит-парадах
| Год  | Хит-парад                       | Высшая позиция | Пребывание |
| ---- | ------------------------------- | -------------- | ---------- |
| 1980 | Канада (RPM Country Albums)     | 1              | 21 неделя  |
| 1980 | США (Billboard Hot Country LPs) | 7              | 30 недель  |
| 1980 | США (Billboard Top LP’s & Tape) | 71             | 13 недель  |

| Хит-парад (1980)                   | Позиция |
| ---------------------------------- | ------- |
| США (Billboard Top Country Albums) | 45      |